# Fortí del Francolí
El Fortí del Francolí fou un fortí de Tarragona. Amb l'esclat de la Guerra del Francès (1808-1814) l'atenció a l'estat de les fortificacions i defenses de Tarragona es va veure incrementada. El seu caràcter de plaça forta feia témer que la ciutat es veiés involucrada en les vicissituds militars. Entre 1809 i 1810 es van reparar les velles muralles i baluards, però es van invertir importants quantitats de diners en la construcció de nous fortins: els dels Ermitants, Loreto, l'Oliva i el Francolí. Es concebien com la primera línia de defensa de la ciutat.
A finals del segle xviii s'havia replantejat la urbanització de la zona portuària. Es van enderrocar les antigues fortificacions, tot substituint-les per altres més pensades per vigilar i controlar el contraban que per resistir l'atac d'un exèrcit. El Fortí de Francolí havia de defensar la part baixa del riu i donar cobertura artillera al port. Es trobava prop de les fortificacions de la Luneta del Príncipe, el Fortí d'Orleans i les cortines de Sant Carles. El Fortí del Francolí era la fortificació més avançada entre el riu i la línia de mar. Alguns autors consideraven que tenia força mancances constructives i que estava mancat de suport des d'altres fortificacions.
El 29 de maig de 1811 les tropes napoleòniques van ocupar el Fortí de l'Oliva, en el marc de les operacions del Setge de Tarragona (1811). El següent pas va ser l'atac el Fortí del Francolí, per tal de desallotjar els vaixells ancorats al port i allunyar mar endins l'esquadra anglesa. El dia 7 de juny les tropes assetjants entraren al Forti, que havia estat defensat, pel que fa a l'arma d'artilleria, pel tinent Juan Barbaza, el sargent segon Miranda, vint-i-vuit artillers i set peces de calibre divers. També hi havien estat destacats dos batallons del regiment d'Almansa. Catorze dies després les tropes napoleòniques prengueren tota la part baixa de la ciutat.
Les diverses operacions militars del setge van reduir el Fortí a ruïnes, les quals encara eren visibles el 1868 quan el Gremi de Pescadors de Tarragona va demanar-ne la cessió per a poder construir algunes barraques. Les restes del Fortí i el Llatzeret del Port de Tarragona van ser les fites del primer nucli del posterior barri del Serrallo.
L'Església de Sant Pere del Serrallo es troba edificada sobre restes del Fortí del Serrallo.